# Malaxis alamaganensis
Malaxis alamaganensis är en orkidéart som beskrevs av S.Kobay. Malaxis alamaganensis ingår i släktet knottblomstersläktet, och familjen orkidéer.
Artens utbredningsområde är Nordmarianerna. Inga underarter finns listade i Catalogue of Life.